# Roncus microphthalmus
Roncus microphthalmus es una especie de arácnido del orden Pseudoscorpionida de la familia Neobisiidae.

## Distribución geográfica
Se encuentra en Azerbaiyán, Irán y Turquía.